# SGB-Bank
SGB-Bank Spółka Akcyjna – utworzony w 1990 roku jako Gospodarczy Bank Wielkopolski Spółka Akcyjna, bank zrzeszający Banki Spółdzielcze SGB, który ma siedzibę w Poznaniu.

## Historia
Gospodarczy Bank Wielkopolski SA powstał w 1990 r. z inicjatywy banków spółdzielczych działających w Wielkopolsce i południowo-zachodniej części kraju. 
Bank pod obecną nazwą funkcjonuje od 15 września 2011 kiedy to Gospodarczy Bank Wielkopolski S.A. z siedzibą w Poznaniu po przejęciu Mazowieckiego Banku Regionalnego S.A. zmienił firmę na SGB-Bank S.A.
Wraz z grupą zrzeszonych banków spółdzielczych tworzy Spółdzielczą Grupę Bankową.

## Nagrody i wyróżnienia

### 2019
- Srebrny medal Akademii Polskiego Sukcesu od kapituły Polskiej Rady Biznesu
- „Dobra Marka. Jakość, Zaufanie, Renoma” oraz „Marka dekady” – nagrody redakcji  „Forum Biznesu”[3]

### 2018
- Tytuł „Jakość Roku 2018” dla pakietu „Wiele za niewiele” Banków Spółdzielczych SGB
- Nagroda Fundacji Polska Bezgotówkowa za promocję programu Polski Bezgotówkowej
- Nagroda Digital Payments  za  najładniejszą polską kartę młodzieżowa 2018 roku dla karty SGB Mastercard Debit
- „Najlepszy Bank 2018 roku” –  wyróżnienie dla banków Grupy SGB w konkursie „Gazety Bankowej”
- Wyróżnienie dla SGB-Bank S.A. we wspólnym rankingu Rzeczpospolitej i Fundacji Patriotyzmu Gospodarczego  „Indeks Patriotyzmu Gospodarczego”
- Miejsce Banków Spółdzielczych SGB w czołówce rankingu Banków Najlepszych dla Rolnika[3]

### 2017
- Wyróżnienie w konkursie „Jakość roku 2017” dla Programu Rabatowego AGRO SGB-Banku S.A.
- Trzy wyróżnienia w rankingu „Bank Najlepszy dla Rolnika” 2017[3]